# Туд
Туд — бывшая крепость в верховьях Волги. Была расположена на правом берегу ниже впадения в Волгу одноимённой реки (ныне река Тудовка). Городище Туд находится к северу от деревни  Харино Ржевского района Тверской области. Это место также известно как погост Сковоротыня. Туд упомянут как литовский городок в летописном «Списке русских городов дальних и ближних» второй половины XIV века. Позже вошёл в состав Московского княжества и являлся центром Тудовской волости.